# Universiteit van West-Australië
De Universiteit van West-Australië (UWA) is de oudste universiteit van West-Australië. De openbare universiteit werd in 1911 opgericht. Ze was de eerste universiteit in het Britse Rijk waar gratis onderwijs werd verstrekt.
De hoofdcampus is in de West-Australische hoofdstad Perth gelegen. In Albany bevindt zich een tweede campus. Elders in West-Australië bestaan kleinere faciliteiten.
In 2024 stond de UWA op een 77e plaats in de QS World University Rankings en op de 132e plaats in de Academic Ranking of World Universities.

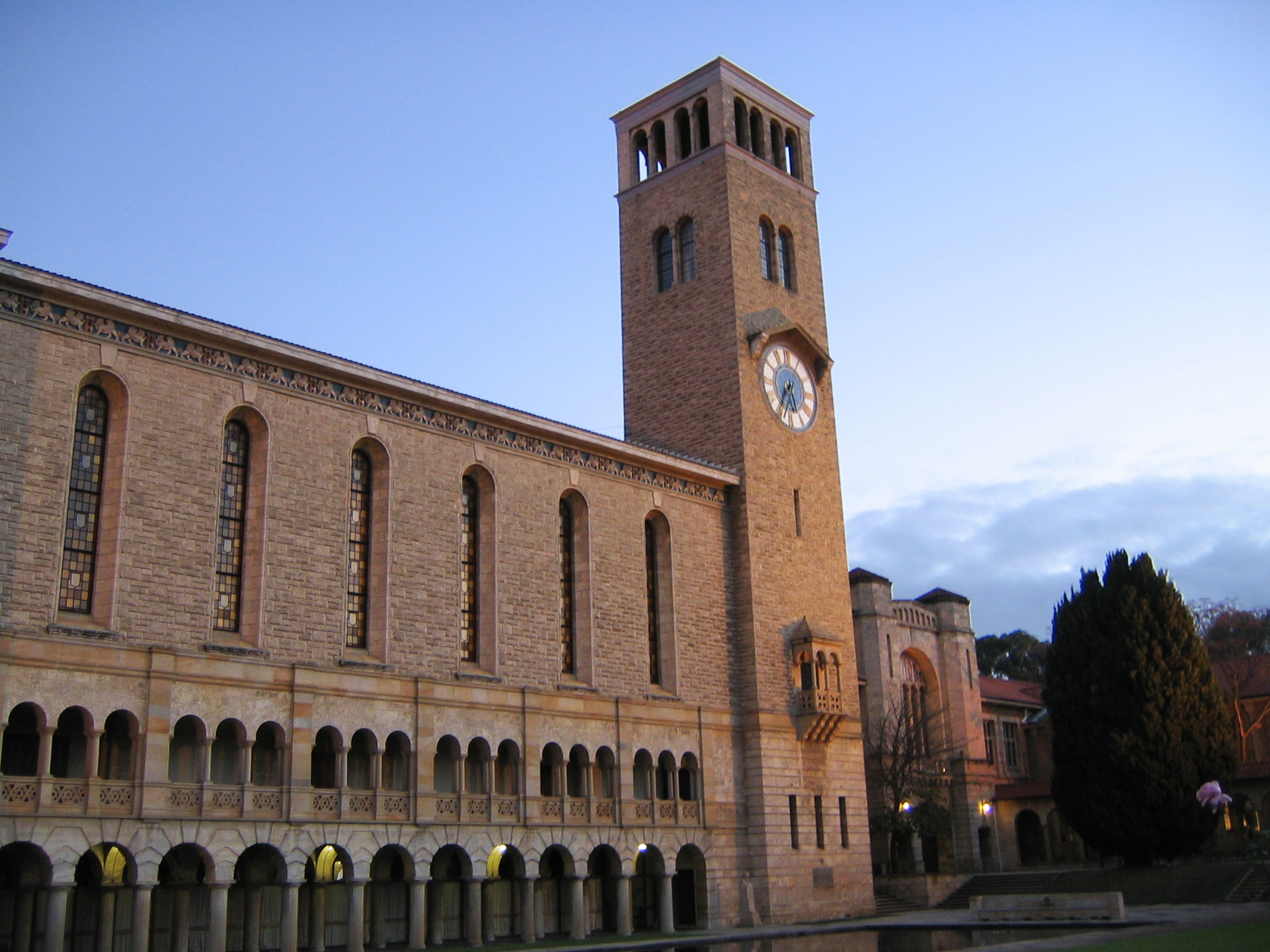
'Winthrop Hall'

Reid bibliotheek

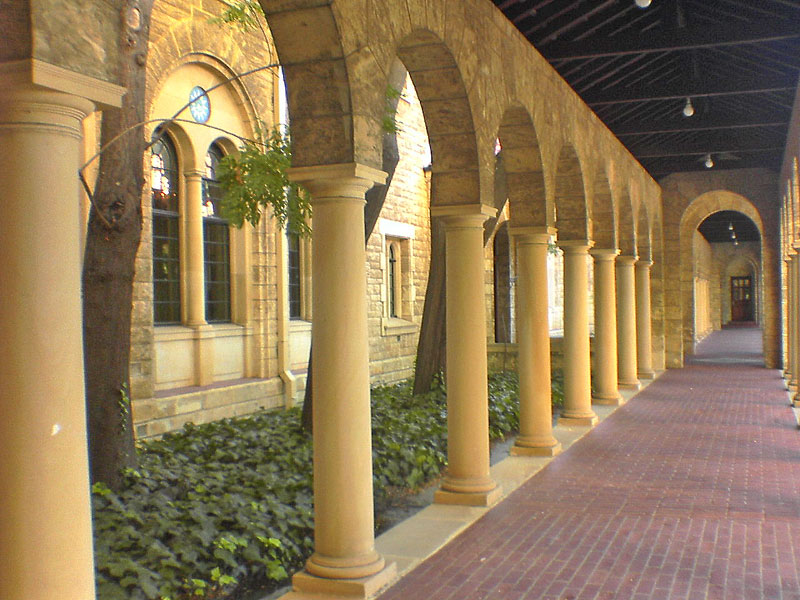
Wandelgangen met bogen van kalksteen

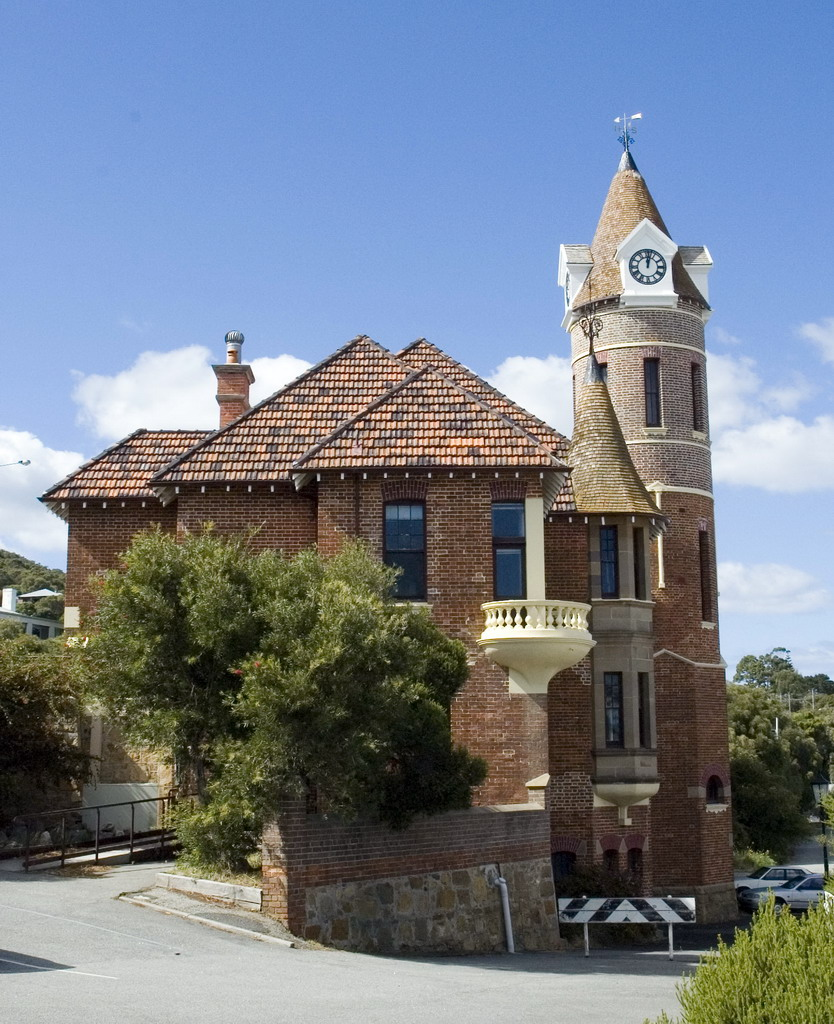
Albany campus

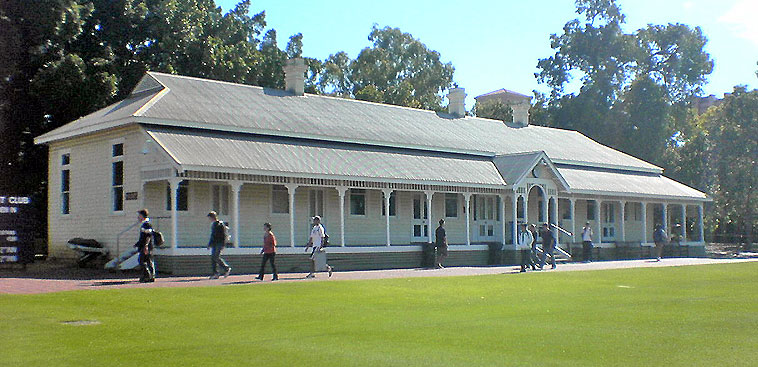
'Irwin Street Building'

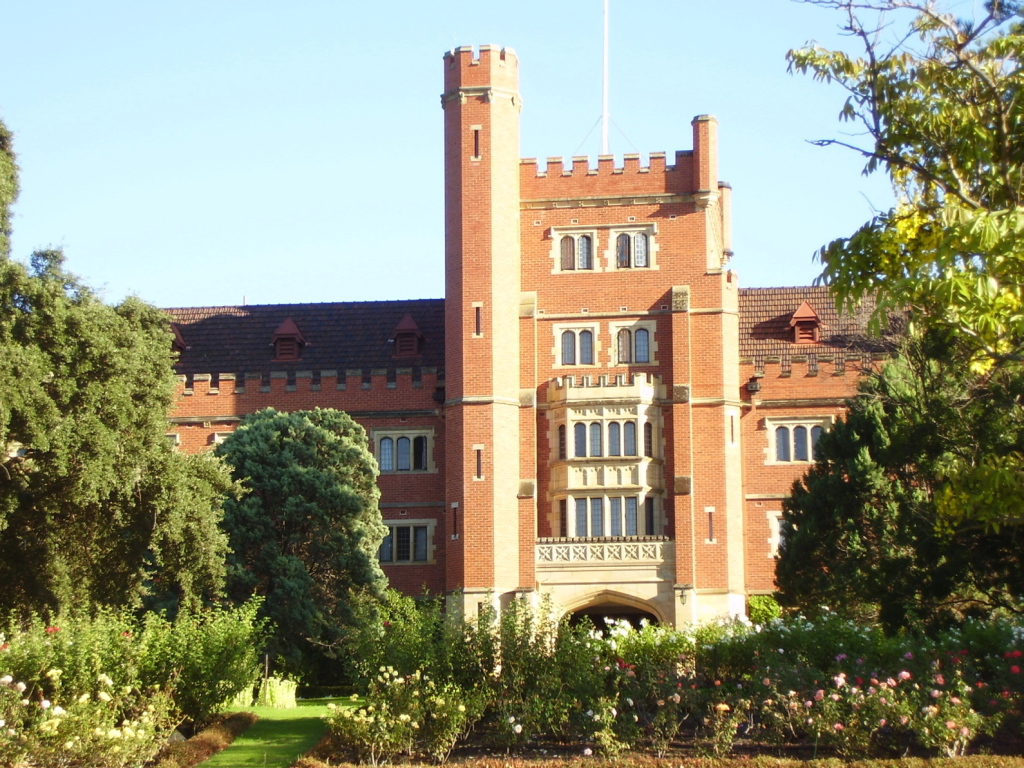
'St George's College'

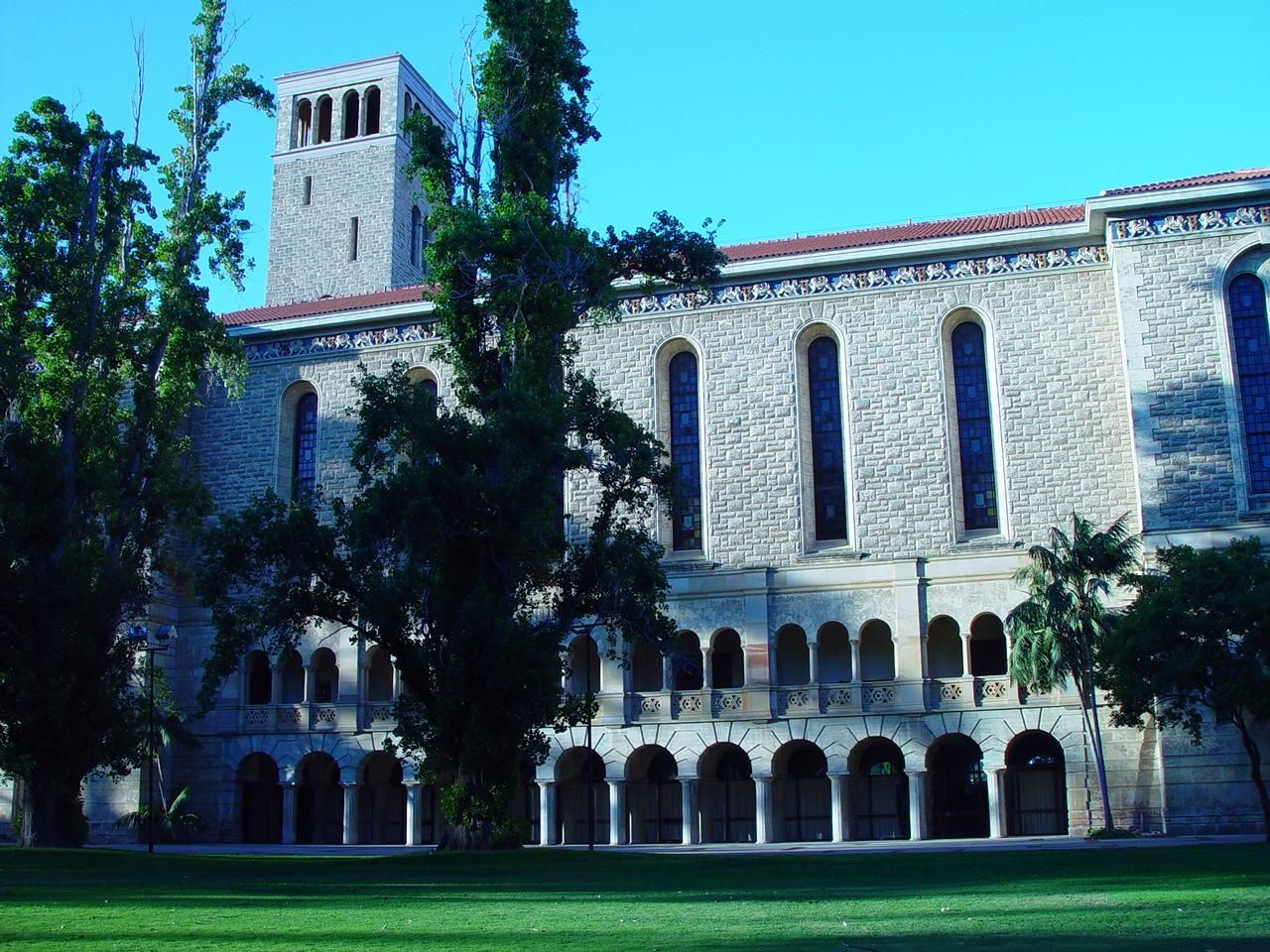
'Hackett Hall'

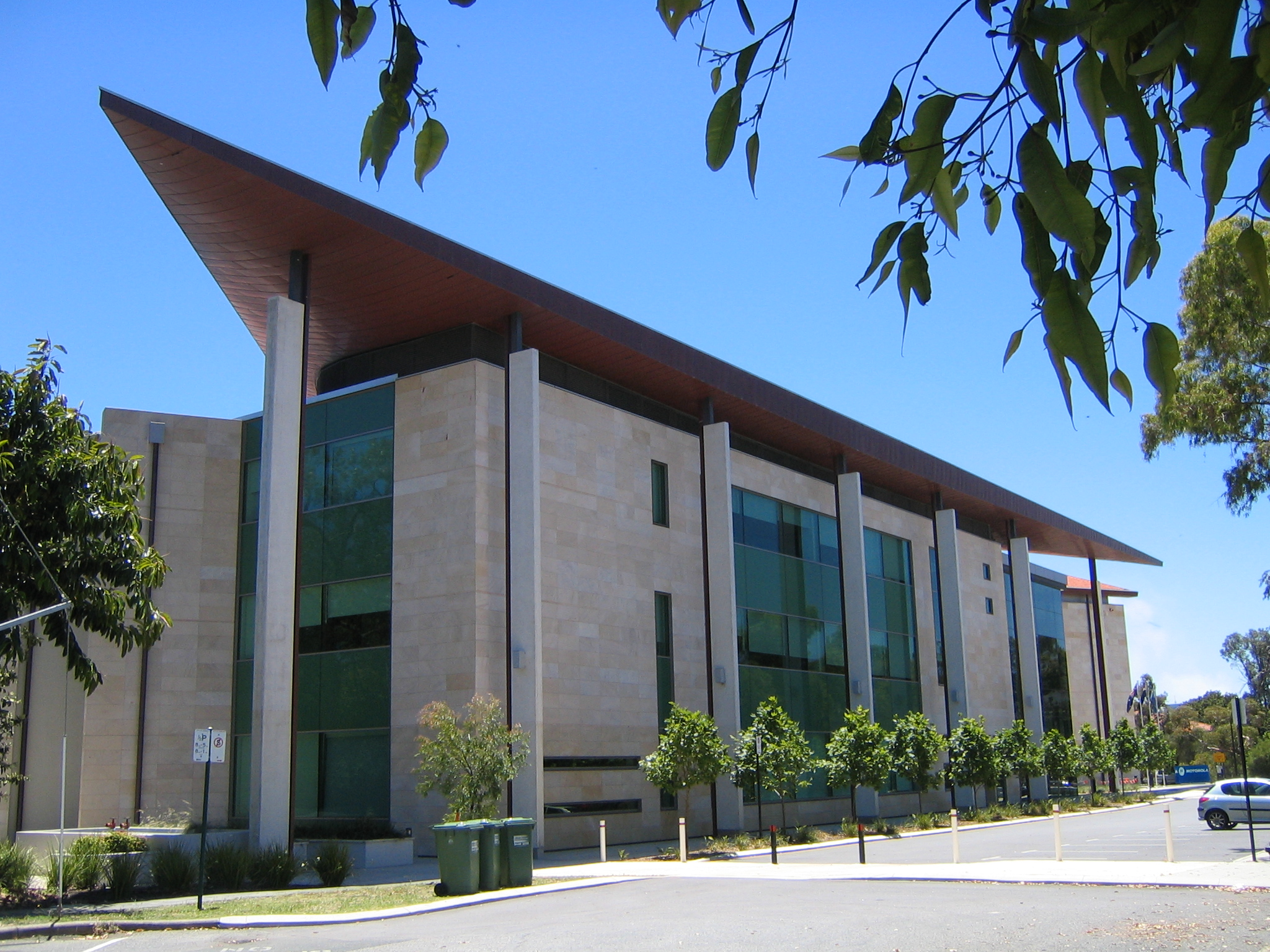
'Motorola Software Building'

## Geschiedenis
De drijvende kracht achter West-Australiës eerste universiteit was John Winthrop Hackett, eigenaar en uitgever van de krant The West Australian. Hij was voorzitter van de koninklijke commissie die in 1910 de oprichting van een West-Australische universiteit bepleitte. Hackett was bij haar oprichting in 1911 het eerste titulaire hoofd van de universiteit (En: Chancellor) en zou haar bij zijn dood AU £ 425.000 nalaten. Het parlement besliste dat het universiteitsonderwijs gratis diende te worden verstrekt. De universiteit diende daarenboven praktisch hoger onderwijs aan te bieden met het oog op de ontwikkeling van West-Australiës economie, die vooral op extensieve veeteelt, landbouw en de ontginning van delfstoffen was gericht.
De universiteit opende in 1913 de deuren in tijdelijke gebouwen langs Irwin Street in wat later Perths central business district zou worden. Er waren 148 studenten ingeschreven aan 3 faculteiten. Het jaar erop brak de Eerste Wereldoorlog echter uit. Veel studenten en universiteitsmedewerkers trokken naar het front. De economie kende een laagconjunctuur waardoor de universiteit financieringsproblemen kende. Na de oorlog groeide de universiteit snel. Er werd rechtenfaculteit opgericht. Hacketts nalatenschap maakte het in 1929 mogelijk 5 kilometer ten westen van Perth in Crawley een nieuwe campus te ontwikkelen. In 1932 opende de in Neoromaanse architectuur opgetrokken 'Winthrop Hall' met zijn opvallende klokkentoren, de 'Hackett Hall' en het gotische 'St Georges College'. Enkele gebouwen, waaronder de later gerenoveerde 'Irwin Street Building', werden van Irwin Street naar Crawley verhuisd.
De crisis van de jaren 30 en de Tweede Wereldoorlog vertraagden de verdere ontwikkeling van de universiteit weer. De hoogconjunctuur van de jaren 1950-60 en de naoorlogse babyboom hadden echter een verhoogde vraag naar universitaire opleidingen tot gevolg. Het aantal studenten en universitaire werknemers steeg in die periode aanzienlijk. Er werden vier bijkomende faculteiten opgericht. Midden de jaren 1970 begon het studentenaantal weer te stagneren, onder meer door de oprichting van nieuwe West-Australische universiteiten. Hierdoor kon de UWA zich wel specialiseren.
In het begin van de 21e eeuw begon het studentenaantal weer te stijgen. In 2012 werd het bachelor-master model aangenomen. Dat jaar werden meer dan 24.000 studenten ingeschreven. In 2013 werd het honderdjarig bestaan van de universiteit gevierd.

## Faculteiten
De studierichtingen en leerstoelen aan de UWA worden over negen faculteiten verdeeld:
1. Architecture, Landscape and Visual Arts
2. Arts, Humanities and Social Sciences
3. Economics and Commerce (UWA Business School)
4. Education
5. Engineering, Computing and Mathematical Sciences
6. Law
7. Life and Physical Sciences
8. Medicine and Dentistry
9. Natural and Agricultural Sciences

## Partneruniversiteiten
De UWA gaat met meer dan 150 universiteiten over de hele wereld partnerschappen aan opdat haar studenten aan uitwisselingsprojecten kunnen deelnemen.
In de Benelux heeft ze zich met onderstaande universiteiten verbonden:

### Vlaanderen
- Katholieke Universiteit Leuven

### Nederland
- Vrije Universiteit Amsterdam
- Stichting Deltares
- Rijksuniversiteit Groningen
- Universiteit Leiden
- Universiteit Maastricht
- Universiteit Utrecht

## Notabelen
Onderstaande notabelen studeerden, doceerden of werkten ooit aan de UWA en hebben een Nederlandstalige Wikipediapagina:

### Politici
- Kim Christian Beazley, vicepremier van Australië en gouverneur van West-Australië
- Alan Carpenter, achtentwintigste premier van West-Australië
- Richard Court, zesentwintigste premier van West-Australië
- Peter Dowding, vierentwintigste premier van West-Australië
- Geoff Gallop, zevenentwintigste premier van West-Australië
- Paul Hasluck, zeventiende gouverneur-generaal van West-Australië en Australisch minister
- Bob Hawke, drieëntwintigste eerste minister van Australië
- Carmen Lawrence, vijfentwintigste premier van West-Australië, Australisch minister en voorzitster van de Australian Labor Party

### Rechter
- Kevin Parker, West-Australisch opperrechter, rechter en vicepresident van het Joegoslaviëtribunaal

### Wetenschappers
- Stephen Hopper, botanicus, directeur van de Kew Gardens
- Nina Jablonski, Amerikaans biologisch antropoloog en paleobioloog
- Barry Marshall, arts en samen met Warren winnaar van de Nobelprijs voor Fysiologie of Geneeskunde in 2005
- Hugo Rietveld, Nederlands botanicus
- Fiona Stanley, epidemiologe
- Robin Warren, patholoog en samen met Marshall winnaar van de Nobelprijs voor Fysiologie of Geneeskunde in 2005

### Kunst
- Henrietta Drake-Brockman, schrijfster
- Greg Egan, computerprogrammeur en SF-schrijver
- Rolf Harris, televisie-entertainer, muzikant en schilder
- Tim Minchin, muzikant, komiek en acteur

### Sport
- Ric Charlesworth, hockey- en cricketspeler, politicus
- Shirley Strickland, atlete, olympisch medaille-winnaar
- Kylie Wheeler, zevenkampster

## 'Chancellors'
Het titulaire hoofd van de Universiteit van West-Australië wordt de 'Chancellor' genoemd. De functie is vergelijkbaar met die van Rector magnificus in Vlaanderen en Nederland.
In onderstaande tabel staan alle 'Chancellors' opgelijst:
| Termijn begin | Term einde | Naam                  | Andere mandaten                                                                                 |
| ------------- | ---------- | --------------------- | ----------------------------------------------------------------------------------------------- |
| 1912          | 1916       | John Winthrop Hackett | Eigenaar/uitgever van de The West Australian Lid van het West-Australisch hogerhuis (1890–1916) |
| 1916          | 1922       | Charles Riley         | Bisschop van Perth (1894–1914) Aartsbisschop van Perth (1914–1929)                              |
| 1922          | 1929       | Athelstan Saw         | Lid West-Australisch hogerhuis (1915–1929)                                                      |
| 1930          | 1936       | Walter James          | Premier van West-Australië (1902–1904)                                                          |
| 1936          | 1943       | James Battye          |                                                                                                 |
| 1943          | 1948       | Walter Murdoch        |                                                                                                 |
| 1948          | 1956       | Eric William Gillett  |                                                                                                 |
| 1956          | 1968       | Alexander Reid        |                                                                                                 |
| 1968          | 1981       | Lawrence Jackson      | West-Australisch opperrechter (1969–1977)                                                       |
| 1981          | 1990       | Donald Aitken         |                                                                                                 |
| 1990          | 1998       | Geoffrey Kennedy      | Rechter van het Hooggerechtshof van West-Australië                                              |
| 1998          | 2000       | Alexander Cohen       |                                                                                                 |
| 2001          | 2005       | Ken Michael           | Gouverneur van West-Australië (2006–2011)                                                       |
| 2005          | 2017       | Michael Chaney        |                                                                                                 |
| 2017          | 2024       | Robert French         | Australisch opperrechter (2008–2017)                                                            |
| 2025          | -          | Diane Smith-Gander    |                                                                                                 |

- Bibliothèque nationale de France: cb12123361s (data)
- Gemeinsame Normdatei: 25271-2
- International Standard Name Identifier: 0000 0004 1936 7910
- Library of Congress Control Number: n79089340
- MusicBrainz: ae2ac278-883a-4998-b4d4-dc7659451bb8
- Nationale Bibliotheek van Tsjechië: ko2003184580
- Nationale Bibliotheek van Israël: 987007269384405171
- Istituto Centrale per il Catalogo Unico: CFIV098880
- Système universitaire de documentation: 029654726
- Trove: 464686
- Union List of Artist Names: 500312872
- Virtual International Authority File: 146292670